# António de Holanda
António de Holanda  (grafias alternativas do apelido d'Olanda, d'Ollanda, d'Olamda e de Olanda) foi um importante miniaturista ativo em Portugal no início do século XVI.
Não se conhece o local nem a data de seu nascimento, mas estima-se que tenha nascido entre 1480 e 1500 e, a partir do seu nome, que seja originário do Norte dos Países Baixos. Crê-se que, por seu turno, seria descendente de um miniaturista holandês. A primeira alusão histórica que lhe é feita data de 1518, quando foi nomeado passavante pelo rei Dom Manuel I.  Ulteriormente, esse mesmo rei agraciou-o com uma tença anual, a partir de 1527. Em 1541, António foi convocado à corte de Toledo, para fazer os retratos do imperador Carlos V, da irmã e do marido e filho da irmã. Em 1544, foi contrato por D. João III para inspeccionar a qualidade do livro de Horas, que fora encomendado na Flandres a Simão Bening por Damião de Góis, para oferecer a D.ª Catarina de Áustria.
António teve um filho, Francisco, que seguiu as suas pisadas, na senda do iluminismo de manuscritos, tendo também enveredado pelos ofícios de painelista, arquitecto, ensaísta e historiador. Sendo certo que alguns autores, como Abade de Castro, defendem que o pai não ministrou a formação artística do filho, há outros, como Cyrillo Volkmar Machado que contestam essa tese, defendendo que o pai lhe teria dado a primeira instrução sobre como fazer miniaturas e modelar o barro, antes de o mandar para Itália aos 20 anos para estudar com os mestres. Com efeito, Francisco de Holanda assumiu-se com uma das grandes figuras de vulto, no campo das artes, do Renascentismo português. 
A data da morte de António é desconhecida, José Stichini Vilela baliza o período do fim da sua vida entre 1553, altura em que o filho lhe envia uma carta, contando-lhe que saudou Miguel Ângelo em seu nome e 1571, altura em que Francisco de Holanda  ao escrever a obra Da fabrica que fallece à cidade de Lisboa menciona que «meu pay Antº Dolanda tabe que Deos tê», aludindo ao facto daquele já ter falecido. 
Em todo o caso, sabe-se que depois de Novembro de 1555, António de Holanda ainda foi incumbido por D. António prior do Crato, sobrinho de D. João III, de lhe conceber o brasão de armas. Sendo certo que, em rigor, essa encomenda teve de ser concretizada pelo filho, Francisco, porque por essa altura, António já se encontrava nas vascas da morte. Com efeito, foi isso que o filho veio a referir numa carta que enviou ao prior do Crato.
Francisco submeteu os esquissos do brasão à apreciação de D. João III em Junho de 1557, altura que, para certos autores, como John Bagnell Bury, terá sido próxima da morte do pai. Dessarte, presume-se que António de Holanda terá falecido por volta desse período entre 1557 e 1558.
Da arte de António de Holanda persistem abundantes provas, se bem que há a lamentar a perda de grande parte dos vestígios e testemunhos da sua actividade como retratista, bem como um ror de outras obras. Em todo o caso, aquilo que persistiu é assaz, para confirmar a alta conta em que era tido o filho.

## Obras
António de Holanda pintou num estilo gótico tardio, associado ao estilo da escola de Gent-Bruges.
- Livro de Horas de D. João III (Horae Beatae Maria Virginis), anterior «Livro de Horas dito de D. Manuel»). Atribuído à oficina de António de Holanda (iniciado em 1517, concluído antes de 1534), nele tendo colaborado, entre outros, o seu filho Francisco de Holanda. Manuscrito em pergaminho encadernado de veludo carmesim, lavrado a toda a volta das duas capas, sem incrustações e sem fecho (encadernação tardia do século XVIII). Pertenceu à Biblioteca da Casa Real, esteve na Biblioteca do Paço do Rio de Janeiro e regressou a Lisboa com a família real em 1821. Passou depois à posse do padre Joaquim Dâmaso (1777-1833), bibliotecário da Corte e deste para a livraria de D. Francisco de Mello Manoel da Câmara, que seria adquirida pelo Estado em 1852, tendo dado entrada na Biblioteca Nacional de Portugal. No entanto, estas Horas continuaram na posse do seu herdeiro D. João de Mello Manoel da Câmara (1800-1883), 1.º conde de Silvã em 1852, tendo sido por este oferecida a “Suas Magestades” em data desconhecida. Em 1915 deu entrada no Museu Nacional de Arte Antiga, vindo do Palácio das Necessidades, onde permanece. (Inv. 14)
- Livro dos Ofícios Pontifícios (Officiale Pontificalium), atribuído a António de Holanda (data provável de execução: 1539-1541). Manuscrito em pergaminho com encadernação em pele tardia. Frontispício iluminado tendo ao centro as armas do Inquisidor-mor D. Henrique, ladeado por emblemas do Santo Ofício da Inquisição. Foi encomendado pelo Inquisidor-mor D. Henrique (nomeado em 1539, cardeal em 1546 e rei de Portugal em 1578) e veio depois a pertencer à casa dos duques de Cadaval, tendo dado entrada nos ANTT na década de 1970. Só foi conhecido do público em 1990, quando Martim de Albuquerque deu à estampa dois dos seus riquíssimos fólios iluminados, incluindo o das moedas, no livro A Torre do Tombo e os seus Tesouros (Lisboa, edições INAPA, 1990, pp. 289–90). Desde então tem sido atribuído, pelo menos em termos de estilo, à oficina de António de Hollanda. Permanece nos Arquivos Nacionais da Torre do Tombo, códice Cadaval 16 (Casa Forte).
- Horae Beatae Mariae, manuscrito sobre velino, em letra gótica de transição, iluminado em grisaille. Segundo consta de nota manuscrita por Fr. Luís de São Tiago, na capa do códice «Este livro foi da rainha D. Leonor e não se pode dar de fora sob pena de excomunhão». A iluminura de uma delicadeza extraordinária, tem sido atribuída a António de Holanda e comporta páginas totalmente iluminadas representando cenas sagradas e páginas de texto, enquadradas por tarjas variedades, onde os motivos, embora semelhantes, não se repetem nunca, constituindo um documento para o estudo da indumentária, armas, instrumentos musicais e costumes da época. É um códice da Biblioteca Nacional de Portugal. (Il. 165)
- Crónica de D. João I de Fernão Lopes (Primeira parte), atribuído à oficina de António de Holanda, iniciado cerca de 1530. Na folha de rosto ostenta, na parte superior, as armas de D. João I, ladeadas pela sua divisa «Por Bem»; na parte inferior, as armas do infante D. Fernando, filho de D. Manuel I, ladeadas pela sua divisa «Salus Vitae»; e, nas margens laterais da cercadura, dois distintivos da Ordem da Jarreteira. A representação da insígnia desta ordem de cavalaria (The Order of the Garter), instituída em 1348 por Eduardo III da Inglaterra (1312-1377) e que também se encontra representada nas esculturas laterais dos túmulos dos infantes da Ínclita Geração, dá bem a medida da sua importância honorífica para a época, certamente tão grande como ainda hoje conserva. Este códice revela, assim, um facto que não era do conhecimento dos nossos historiadores e que a ciência da emblemática revelou, de que D. João I foi investido na Ordem da Jarreteira cerca de 1386-1388, provavelmente em 1387, ano do seu matrimónio com Filipa de Gant, filha do príncipe John de Gant, duque de Lencastre e neta de Eduardo III, na sequência da assinatura em Windsor do Tratado Luso-Inglês de 1386, que trouxe à Península um exército comandado pelo próprio duque. Mandada copiar e iluminar cerca de 1530 pelo infante D. Fernando (1505-1534), sexto filho de D. Manuel I e de D. Maria, terá sido levada para Madrid por Filipe II (I de Portugal) em 1583 e oferecida a um dos seus filhos. Encontra-se hoje na Biblioteca Nacional da Espanha.
- O Livro de Horas da Rainha D.ª Leonor, cujo programa iconográfico (pelo menos o que resta dele) abarca, tão-só, seis iluminuras de página inteira, em fólio intercalado, elaboradas num pergaminho mais grosso: Visitação (f. 53v), Anúncio aos Pastores (f. 65v), Circuncisão (f. 72v), Matança dos Inocentes (f. 76v), Juízo Final (f. 99v) e Celebração do Ofício Fúnebre (f. 114v)11. Além destas, o manuscrito inclui também exuberante e vasta marginália. [17]
- Foi um dos autores das iluminuras do Livro de Horas de D. Manuel e do Atlas Miller.
- Contribuiu com algumas páginas para a Genealogia dos Reis de Portugal, mandada executar pelo Infante D. Fernando.[12]
- A Genealogia dos Condes da Feira realizada em colaboração com João de Menelau.[12]
- Contribuiu com a  «vista de Lisboa», que foi incluída no exemplar da Crónica de D. Afonso Henriques de Duarte Galvão.[12]
- Os frontispícios da Leitura Nova, ainda hoje preservado no Arquivo Nacional da Torre do Tombo.[16]